# Consonne affriquée latérale alvéolaire voisée
La consonne affriquée latérale alvéolaire voisée est un son consonantique très peu fréquent en usage dans certaines langues parlées. Son symbole dans l'alphabet phonétique international est [d͡ɮ].

## Caractéristiques
Voici les caractéristiques de la consonne affriquée latérale alvéolaire sourde :
- Son mode d'articulation est affriqué, ce qui signifie qu’elle est produite en empêchant d'abord l'air de passer, puis le relâchant à travers une voie étroite, causant de la turbulence.
- Son point d'articulation est alvéolaire, ce qui signifie qu'elle est articulée avec soit la pointe (apical) soit la lame (laminal) de la langue contre la crête alvéolaire.
- Sa phonation est voisée, ce qui signifie que les cordes vocales vibrent lors de l’articulation.
- C'est une consonne orale, ce qui signifie que l'air ne s’échappe que par la bouche.
- C'est une consonne latérale, ce qui signifie qu’elle est produite en laissant l'air passer sur les deux côtés de la langue, plutôt que dans le milieu.
- Son mécanisme de courant d'air est égressif pulmonaire, ce qui signifie qu'elle est articulée en poussant l'air par les poumons et à travers le chenal vocatoire, plutôt que par la glotte ou la bouche.

## Symboles de l'API
Son symbole complet dans l'alphabet phonétique international est d͡ɮ, représentant un D minuscule dans l'alphabet latin, suivi d'une ligature d'un L et d'un ʒ (« ej ») minuscules, tous les éléments étant reliés par un tirant. Le tirant est souvent omis quand cela ne crée pas d'ambiguïté. 
| d͡ɮ               | dɮ                            |
| Symbole complet. | Forme simplifiée sans tirant. |

## En français
Le français ne possède pas le [d͡ɮ].

## Autres langues
Le son [d͡ɮ] est inexistant dans les langues européennes et rare dans les langues du monde. Il se rencontre dans quelques langues amérindiennes comme le tlingit.